# 蘇羅薩
博阿兹-索洛萨（越南语：／，1986年03月16日—），印度尼西亚足球运动员，司职前锋，为印度尼西亚国家足球队队员。
索洛萨出生于印度尼西亚巴布亚省索龙市的一个显赫家庭，他的叔叔扎普-索洛萨为前西巴布亚省省长。他的家庭同样是一个足球世家，索洛萨的两个兄弟都是职业足球运动员。索洛萨于2013年在森德拉瓦希大学取得了经济学学士学位。
索洛萨在2015年亚洲杯预选赛主场对阵中国队下半场，在禁区前一脚大力抽射攻破中国队球门，帮助印度尼西亚队1-1打平中国队。